# Vilafranca de Bonany
Vilafranca de Bonany és una vila i municipi del Pla de Mallorca que limita a migjorn amb Felanitx, a llebeig amb Porreres, a mestral amb Sant Joan, a tramuntana amb Petra i a llevant amb Manacor.

## Etimologia
El topònim Vilafranca de Bonany combina dues etimologies d'origen diferent. El nom Vilafranca prové del llatí villa franca, que significa "vila lliure" o "vila amb privilegis", i era un terme utilitzat a l'edat mitjana per designar nuclis de població de nova fundació amb exempcions fiscals o drets especials per afavorir-hi el poblament.
El complement de Bonany fa referència al santuari de Bonany, situat dalt d'un puig proper, ja documentat al segle xviii. Tot i que popularment s'ha interpretat com una expressió catalana 'bon any', estudis filològics apunten que el nom Bonany podria derivar de l'àrab bunyān o bunayya, que significa "edificació" o "construcció".
A causa d'una llei del 1916 que exigia afegir un distintiu als pobles amb noms repetits a Espanya, es va incorporar l'afegitó de Bonany, tal com es coneix avui dia.

## Població
| Entitat de població  | Habitants (2024) |
| Vilafranca de Bonany | 3.828            |
| Font: INE            |                  |

Vilafranca de Bonany va continuar sota la jurisdicció de Petra fins que el 1820 aconseguí la seva segregació per constituir-se en municipi propi.
El nucli de població conté diverses àrees amb denominació pròpia: l'Antiga, Baix de la Vila, el Cremat, la Creueta, la Punta, les Roques Llises, Son Pastor, Son Perxana, Son Ponç i el Torrent.
Vilafranca de Bonany té 3.816 habitants, coneguts com a vilafranquers. Els llinatges més comuns són Barceló, Sansó, Bauçà (Bauzà), Nicolau i Mascaró.
La població de dret de Vilafranca de Bonany ha seguit una evolució marcada per diferents etapes al llarg dels darrers dos segles. El 1842 hi vivien 802 persones, i la població va créixer lentament durant el segle xix, superant els 1.200 habitants cap al 1887. A principis del segle xx es mantingué estable, però entre 1920 i 1930 es va produir un augment sobtat, arribant als 2.278 habitants. La xifra continuà creixent lleugerament fins al 1950 (2.686 habitants), però a partir d'aleshores s'inicià una davallada progressiva vinculada a l'èxode rural, amb un mínim de 2.148 habitants el 1991. A partir del 2001, però, el municipi inicià una recuperació demogràfica sostinguda, arribant als 3.553 habitants el 2021.

## Geografia
Vilafranca de Bonany s’ubica al centre-oest de Mallorca, dins una extensa plana pròpia de la comarca del Pla. El seu relleu és suau i gairebé pla, amb lleugeres ondulacions que descansen sobre sòls formats per dipòsits miocènics i oligocènics, fets que afavoreixen una notable fertilitat. Pel territori discorren torrents com el de la Penya i el de son Vaquer, amb cabal intermitent i subterrani, aprofitat tradicionalment per al reg.
Malgrat tot, l'agricultura de secà domina l'aprofitament del sòl, arribant a ocupar prop del 90% de la superfície. Els camps estan majoritàriament dedicats als cereals tradicionals com el blat i l'ordi. També hi ha producció d'hortalisses, que complementen el paisatge agrícola. Tot plegat s'ha anat reduint l'espai per a la vegetació espontània, que només subsisteix en petits claps de pinar i garriga.
Malgrat la manca de relleus prominents, el terme inclou parcialment el puig de Bonany, un turó de 317 metres situat al punt de trobada amb els municipis veïns de Petra i Sant Joan. Al seu cim s'aixeca el santuari de Bonany, un oratori dedicat a la Mare de Déu, erigit inicialment al segle xvii i reconstruït durant la dècada de 1920 després d’un incendi causat per un llamp.
El clima de Vilafranca és típicament mediterrani subhumit, amb estius càlids i secs i hiverns suaus, condicions ideals per a l'agricultura de secà.

## Història
En època islàmica, les terres de l'actual Vilafranca formaven part del districte musulmà de Yiynau-Bitra, amb les alqueries més destacades de Lanzell i Albadellet. Després de la conquesta cristiana, aquestes terres van ser adjudicades al rei Jaume I, qui cedí l'alqueria de Lanzell a Ramon Saclusa, dins els límits de la parròquia de Petra. Cap a 1242, l'alqueria Lanzell passà a l'orde del Temple, i es denominà Sant Martí de Lanzel.
L'any 1620, Pau Sureda de Sant Martí, senyor de la baronia de Sant Martí d'Alenzell, obtingué autorització per destinar una part de la possessió fideïcomesa de Son Pere Jaume a la formació d'un assentament per allotjar-hi treballadors que s'encarreguessin de les seves terres. Aquest assentament es creà amb l'objectiu d'ubicar els treballadors de la baronia en un mateix lloc. Ja des del segle xvi s'havia anat formant un nucli urbà al voltant de la possessió. El 1630 es va iniciar la construcció de l'església de Santa Bàrbara, que el 1685 fou erigida com a vicaria dins la parròquia de Petra. Entre 1731 i 1738 es construí una nova església, que esdevindria parròquia independent el 1913.
El 1620, Vilafranca es trobava exempta de contribucions al Regne, però sota la jurisdicció dels senyors de Sant Martí, que retenien drets dominicals sobre els habitants. Malgrat això, els pagesos gaudien de certs avantatges fiscals, com l'exempció de les talles. El cronista Joan Dameto ja la denominava Vilafranca de Sant Martí el 1633. Des del 1708, la vila esdevingué el centre del marquesat de Vilafranca.
Durant la Segona República i la Guerra Civil, Vilafranca de Bonany fou escenari de tensions entre el poder tradicional religiós i els sectors republicans emergents. La retirada dels crucifixos de les escoles i la visita del president de la República, rebuda amb entusiasme per part de cert jovent, simbolitzaren la ruptura amb l'ordre establert. L'Ajuntament visqué una època de gestió canviant, amb una comissió gestora que reflectia les divisions del poble. Malgrat les tensions, el seny d'alguns líders locals, com el batle republicà Joan Català o el conservador Jaume Boscana, contribuí a evitar una repressió encara més dura quan esclatà la guerra.
Amb l'alçament militar del juliol del 1936, el poble quedà dividit entre els partidaris del règim i els simpatitzants del Front Popular. L'arribada dels falangistes, els processos judicials i les detencions alteraren profundament la vida vilafranquera. Tot i que només es registraren vuit detencions oficials, l'ambient de por i delació provocà fugides, empresonaments i assassinats. Destaquen els casos de l'exsecretari Miquel Capó i el metge Sebastià Sancho, afusellats a Palma, així com altres víctimes de la violència paramilitar.

## Patrimoni arquitectònic i cultural

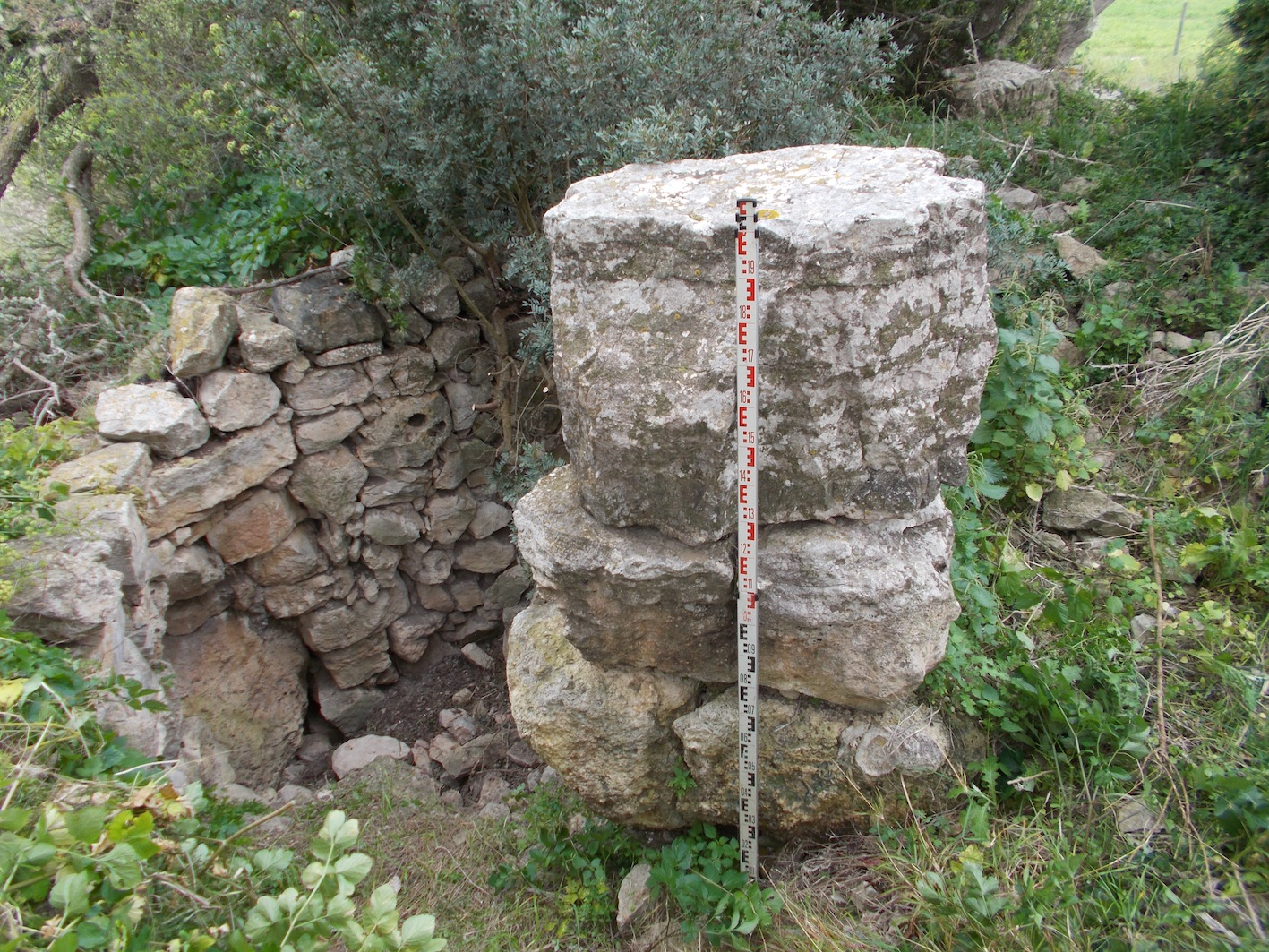
Talaiot de Son Pou Vell

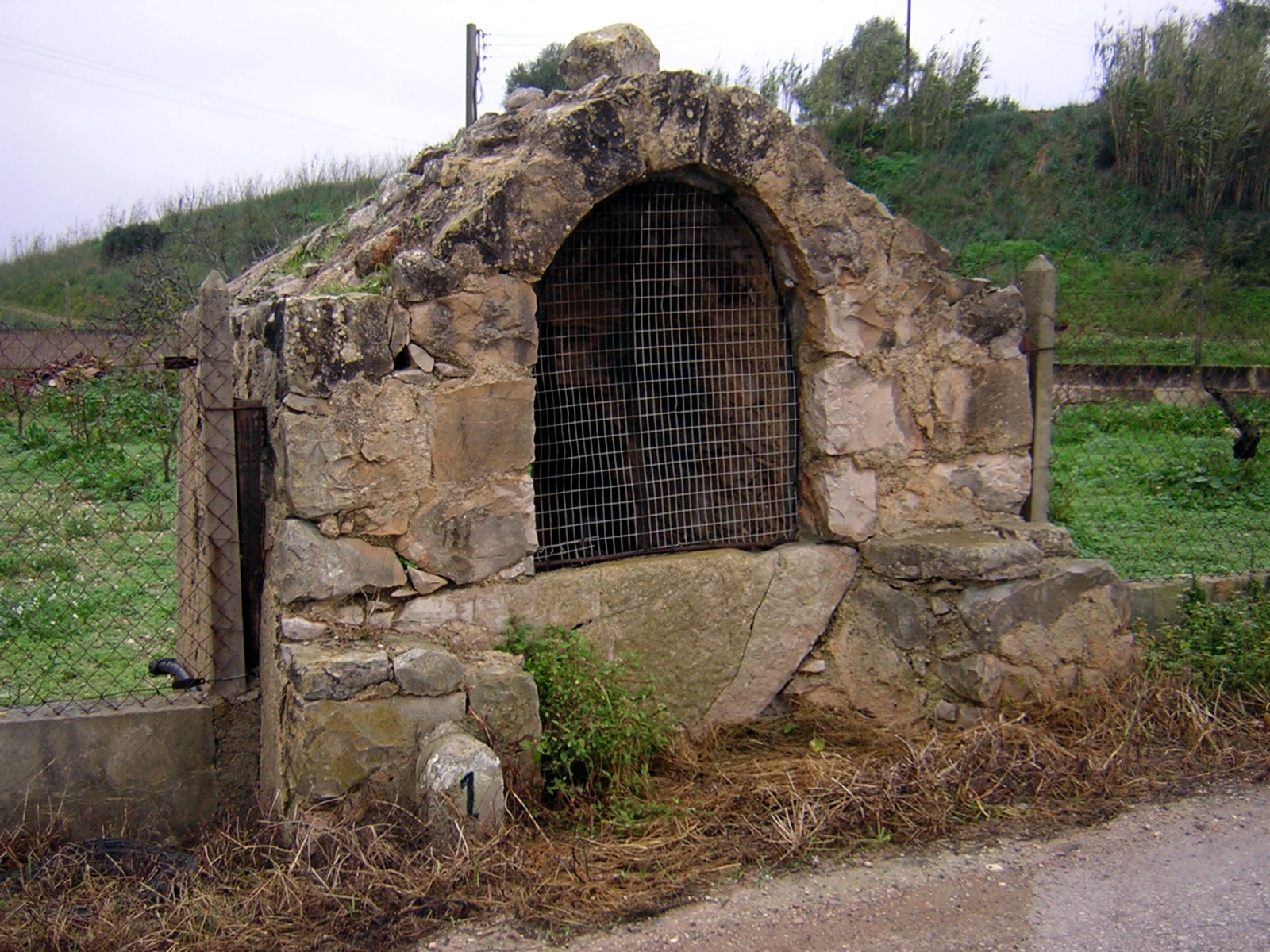
Pou Viguet

En l'apartat arqueològic, Vilafranca destaca per la concentració de restes prehistòriques al seu territori. S'hi han inventariat catorze jaciments arqueològics que evidencien la presència humana continuada des de temps remots. Entre aquests jaciments hi ha diversos talaiots de l'edat del bronze i ferro, com el talaiot des Castellot Vell i el talaiot de Son Pou Vell, que conserven estructures ciclòpies i han proporcionat material ceràmic i ossis dels antics pobladors. També s'han documentat restes prehistòriques a la zona de Sa Moleta, així com altres vestigis. A més, per la toponímia es coneix l'existència de llocs d'origen islàmic medieval, com l'alqueria d'Albadallet o el topònim Alcudiarrom, i s'ha conservat un pou d'aigua anomenat Pou Viguet que data de l'època andalusina.
Al nucli urbà destaca l'església parroquial de Santa Bàrbara, temple originat el 1630 i reconstruït entre 1731 i 1738 en estil barroc tardà. La façana i el campanar, així com el retaule major, són elements remarcables, que és el centre de la vida parroquial i custodia la imatge de la patrona Santa Bàrbara. Al costat de l'església hi ha la plaça Major se celebra setmanalment el mercat i nombrosos actes festius.
Un altre element d'interès al poble és el Molí Nou, un antic molí de vent fariner situat al carrer sant Martí. És l'únic molí de vent urbà que es conserva dempeus a Vilafranca. Actualment restaurat parcialment, dóna nom a la zona esportiva municipal (Parc Es Molí Nou) i és part del patrimoni industrial local. També es poden trobar restes d'altres molins de vent i sínies als afores, integrats en finques o en estat de ruïna.
Fora del nucli, al sector sud del terme, sobresurten les cases de Sant Martí d'Alenzell, l'antiga possessió senyorial al voltant de la qual es va originar Vilafranca. Aquest conjunt arquitectònic rural, avui de propietat privada, conserva estructures de l'època medieval i moderna, com la casa senyorial, la capella i tafones o bodegues. Les cases de Sant Martí són considerades Bé d'Interès Cultural (BIC) pel seu valor històric.

## Economia
L’economia de Vilafranca de Bonany ha estat tradicionalment basada en l'agricultura de secà. Els principals conreus històrics han estat els cereals (blat i ordi), els llegums, els farratges i, de manera destacada, el meló, conreat en secà i comercialitzat tant en fresc com en el marc d'esdeveniments gastronòmics locals. Altres productes agrícoles presents són les figues, els albercocs, les magranes, les ametlles i, en menor mesura, la vinya. A les zones amb recursos hídrics disponibles s'hi conreen hortalisses com tomàtigues i pebres. En el sector ramader, l'explotació ovina ha tingut un pes destacat, amb presència també de bestiar porcí i boví.
El municipi compta amb petites indústries locals, principalment tallers i fàbriques de caràcter artesanal vinculades a la construcció i a la transformació agroalimentària. El comerç de productes agrícoles al llarg de la carretera principal, especialment durant l’estiu, s'ha consolidat com un element distintiu del municipi i ha estat considerat d'interès turístic.
El turisme és reduït i vinculat majoritàriament a agroturismes i allotjaments rurals. La Fira del Meló i el mercat setmanal contribueixen puntualment a l'activitat econòmica del poble.

## Vilafranquers destacats
- Tomeu Penya (1949) és un cantautor mallorquí que fusiona música country amb sons mediterranis. Va començar tocant rock en l'adolescència i es donà a conèixer als anys vuitanta amb èxits com Càrritx i roses i Mallorquins i catalans. La seva trajectòria s'ha consolidat amb més de 25 discos i gires.
- Bartomeu Català Barceló (1942) és un sacerdot mallorquí, president del Projecte Home Balears. Ha estat reconegut amb diversos premis per la seva tasca en l'ajuda a persones amb addiccions, com el Premi Ramon Llull i la Medalla d'Or de la Comunitat.

## Política
| Eleccions municipals de 28 de maig de 2023 - Vilafranca de Bonany                               |                                     |                                     |                                     |       |          |          |
| Candidatura                                                                                     | Candidatura                         | Candidatura                         | Cap de llista                       | Vots  | Vots     | Regidors |
|                                                                                                 | Partit per al Poble                 |                                     | Montserrat Rosselló Nicolau         | 1048  | 54,27%   | 6        |
|                                                                                                 | Assemblea per Vilafranca            |                                     | Joan Nicolau Mateu                  | 864   | 44,74%   | 5        |
|                                                                                                 | Vots en blanc                       |                                     |                                     | 19    | 0.98%    |          |
| Total vots vàlids i regidors                                                                    | Total vots vàlids i regidors        | Total vots vàlids i regidors        | Total vots vàlids i regidors        | 1931  | 100 %    | 11       |
|                                                                                                 | Vots nuls                           | Vots nuls                           | Vots nuls                           | 17    | 0,87%    |          |
| Participació (vots vàlids més nuls)                                                             | Participació (vots vàlids més nuls) | Participació (vots vàlids més nuls) | Participació (vots vàlids més nuls) | 1948  | 76,69%** |          |
| Abstenció                                                                                       | Abstenció                           | Abstenció                           | Abstenció                           | 592*  | 23,31%** |          |
| Total cens electoral                                                                            | Total cens electoral                | Total cens electoral                | Total cens electoral                | 2540* | 100 %**  |          |
| Batle: Montserrat Rosselló Nicolau Per majoria absoluta dels vots dels regidors                 |                                     |                                     |                                     |       |          |          |
| Fonts: Infoelectoral (* No són vots sinó electors. ** Percentatge respecte del cens electoral.) |                                     |                                     |                                     |       |          |          |